# Evangelický toleranční kostel z Huslenek
Evangelický toleranční kostel z Huslenek je replika zaniklého kostela z obce Huslenky (okres Vsetín, Zlínský kraj) postavená v areálu Valašského muzea v přírodě v Rožnově pod Radhoštěm.
Interiérová expozice představuje luterskou modlitebnu s kazatelnou a se stolem Páně, stojícím při užší straně naproti vchodu. Po stranách kazatelny nalezneme plechové tabulky s citáty z Bible kralické. Vybavení modlitebny je jednoduché až strohé, odpovídající nelehké finanční situaci místních evangelíků a také mnohým omezením tehdejší doby.

## Historie

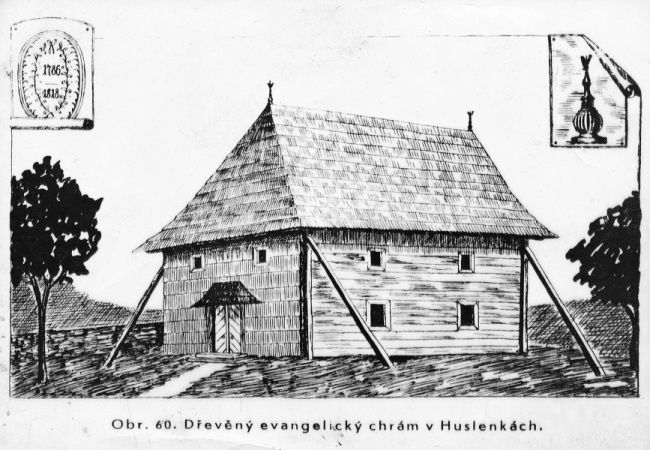
Dřevěný evangelický chrám v Huslenách (r. 1786)

Původní modlitebna vznikla v roce 1786 na základě Tolerančního patentu, který umožňoval praktikování i nekatolického vyznání. Aby stavba naplnila podmínky tohoto nařízení, vypadala jako běžná budova a nepoužívalo se pro ní označení kostel, nýbrž modlitebna. Kvůli špatnému technickému stavu však musela být koncem 19. století stržena. Ve Valašském muzeu v přírodě byla postavena její vědecká rekonstrukce, při níž byla využita výkresová dokumentace architekta Dušana Jurkoviče s dochovanými nákresy kostela a jeho vnitřního uspořádání, současně s analogickými prvky obdobných staveb.  